# Amy Holden Jones
Amy Holden Jones es una guionista, directora y productora estadounidense.
Nacida en 1955, creció en Florida y vivió en Búfalo. Estudió historia del arte en el Wellesley College y cursos de cinematografía en Instituto de Tecnología de Massachusetts.
Está casada con el director de fotografía Michael Chapman.
Le dieron un razzie al peor guion en 1993.

## Filmografía
- The Slumber Party Massacre (1982)
- Mystic Pizza (1988)
- Maid to Order (1987)
- Indecency (1992)
- Indecent Proposal (1993)
- Beethoven (1992)
- The Getaway (1994)
- Ambición peligrosa (1996)
- The Relic (1997)
- #TheResident (2018-23)